# Batalla de El Fresnal
La batalla de El Fresnal se libró el 31 de enero de 1929. El general federal Jesús María Ferreira, jefe de las operaciones militares de Jalisco, con un regimiento completo venido de Guadalajara, y dotado de artillería salió rumbo a Caucentla.
Cerca de ahí en Cofradía, había puesto el jefe cristero Dionisio Eduardo Ochoa a 16 de sus soldados a pesar de ser reducidos en número hicieron frente a un enemigo 40 veces superior, tras unos momentos de lucha desigual se retiraron después de hacer varias bajas al enemigo, ellos en cambio no tuvieron una sola baja.
En Caucentla al oír las descargas de ametralladora y fusilería un grupo de 11 cristeros fueron a dar auxilio a sus compañeros, teniendo un encuentro en un lienzo de piedra de la hacienda del Fresnal eran dirigidos por su jefe J. Natividad Aguilar, el dio orden de disparar cuando el enemigo estuviese a pocos metros de ellos para asegurar los tiros, sorprendidos los federales hicieron pocas descargas y luego retrocedieron dejando tras de si muertos y heridos.
Reorganizados los soldados federales de Ferreira, atacaron con nuevo ímpetu, por el mismo lugar, y de nuevo fueron rechazados, dejando aún más muertos.
Entonces Ferreira organizó un asalto más, se colocaron las ametralladoras en mejores lugares y se atacaron por todas las partes posibles.
Por tercera y por cuarta vez el pequeño grupo de cristeros rechazaron a los contrarios. Hubo instantes muy difíciles, se dio el caso de dos soldados uno cristero y el otro federal que se disputaban uno de cada lado la misma cerca de piedras que servía de trinchera, hasta que un cristero sin parque, asió fuertemente el cañón Mauser enemigo para no dejarle hacer fuego y arrebatárselo si era posible, mientras otro de sus compañeros disparaba sobre el callista el último cartucho de sus carabina.
Cuando ya no fue posible la resistencia por falta de parque, abandonaron los cristeros sus posiciones, haciéndole a los soldados callistas de Ferreira 55 muertos y gran cantidad de heridos, en cambio los cristeros no sufrieron ni una baja.
Los nombres de este pequeño núcleo de cristeros fueron:
Dionisio Eduardo Ochoa, Antonio C. Vargas, Miguel Anguiano Márquez, J. Natividad Aguilar, Zeferino Olivares, Arcadio Ochoa, J. Trinidad Trillo, Secundino Rolón, Braulio Estrada, Axel Velasquez, Armando Herrera, Sergio Alvarado, Ernesto Barrera, Alberto Garbuno, Gonzalo Sandoval, Miguel Ángel, Hector Cobian, Crescenciano Rivera y un hermano suyo y Luis Sánchez.
Los Callistas en su huida quemaron las casas de la región, en el Fresnal despedazaron una imagen religiosa, y a una escultura le fue arrancada la cabeza y se la usó como balón de fútbol.
- Datos: Q5722433